# Tuyển hầu xứ Köln

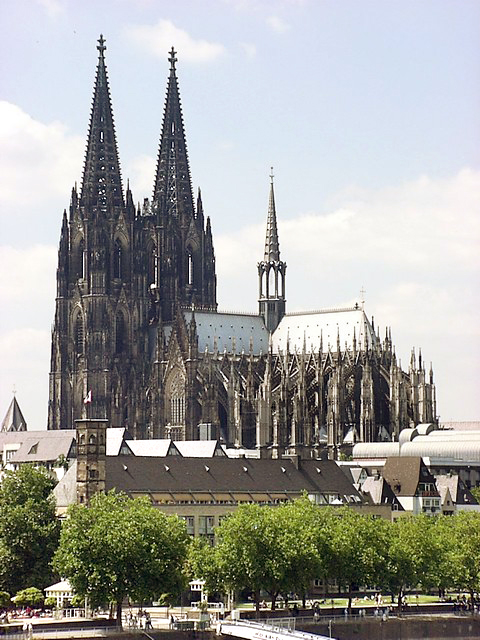
Giáo đường Cologne

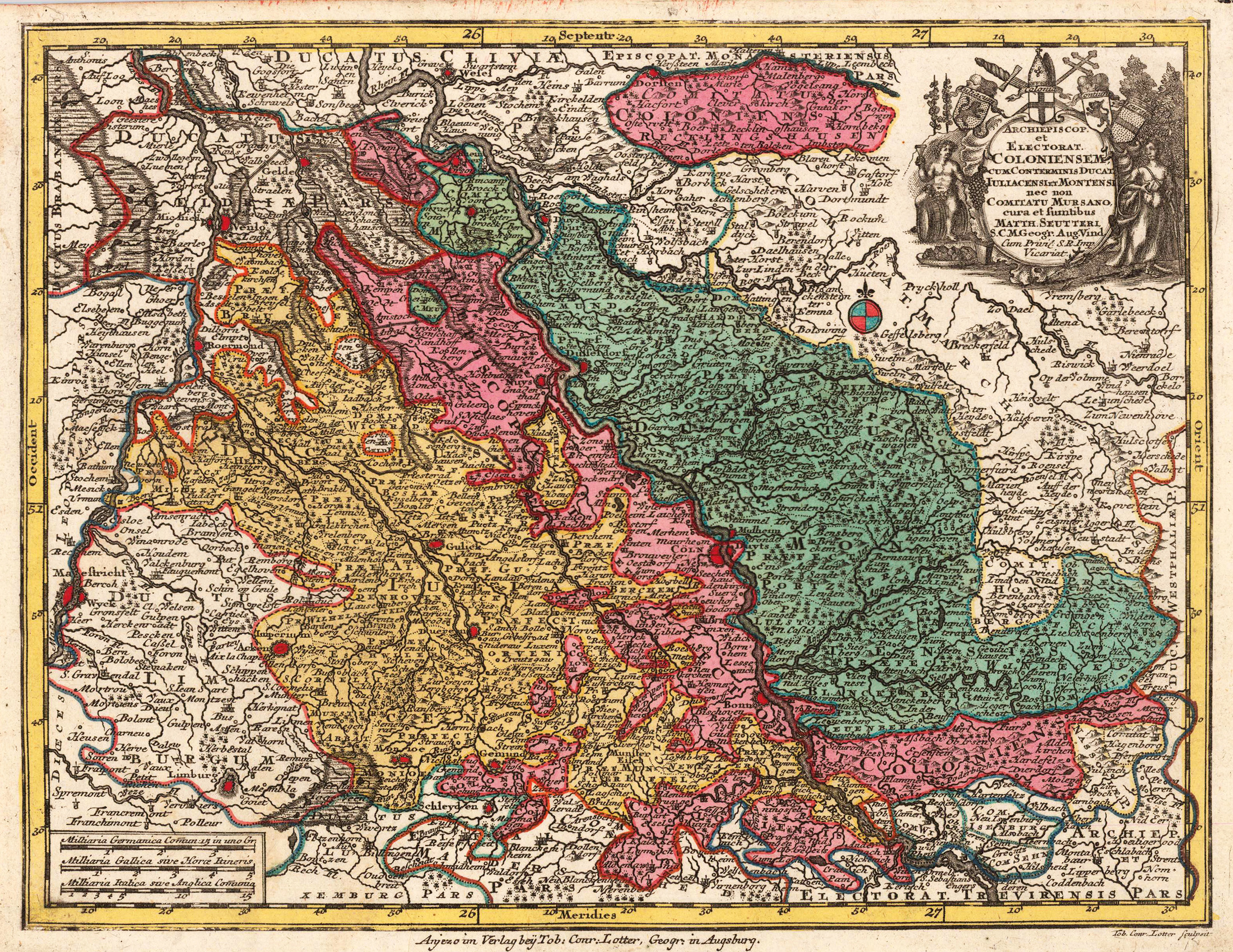
Tuyển hầu quốc Cologne (màu đỏ) và các nhà nước lân cận vào giữa thế kỷ XVIII

Tuyển hầu xứ Cologne (tiếng Đức: Kurfürstentum Köln; tiếng Anh: Electorate of Cologne) đôi khi được gọi là Cử tri đoàn Cologne, là một Thân vương quốc Giáo hội của Đế chế La Mã Thần thánh, tồn tại từ thế kỷ thứ X đến đầu thế kỷ XIX. Nó bao gồm Hochstift - tài sản tạm thời - của Tổng giám mục Cologne, và được ông cai trị với tư cách là Tuyển đế hầu. Chỉ có hai tuyển đế hầu thuộc Giáo phận vương quyền bầu chọn Hoàng đế La Mã Thần thánh: Tuyển hầu quốc Mainz và Tuyển hầu xứ Trier. Tổng giám mục-Tuyển đế hầu của Cologne cũng là Tổng thủ hiến của Ý (một trong ba vương quốc chính thức của Đế quốc La Mã Thần thánh, hai vương quốc còn lại là Đức và Burgundy) và do đó, được xếp hạng thứ hai trong số tất cả các tuyển đế hầu thế tục của Đế chế, sau Tổng giám mục-Tuyển đế hầu Mainz, và xếp trước Tuyển đế hầu Trier.
Kinh đô của Tuyển đế hầu là Cologne. Vì xung đột với các công dân của Cologne nên Tuyển hầu tước phải chuyển đến Bonn. Thành bang Đế chế tự do Cologne được công nhận sau năm 1475, do đó quyền lực thế tục danh nghĩa của Tuyển hầu tước bị bãi bỏ. Cologne và Bonn bị Đệ nhất Cộng hòa Pháp chiếm đóng vào năm 1794. Các lãnh thổ hữu ngạn Sông Rhine của Tuyển hầu quốc đã bị thế tục hóa vào năm 1803 trong thời kỳ hòa giải của Đức.
Không nên nhầm lẫn Tuyển hầu quốc với Tổng giáo phận Cologne của Công giáo La Mã, lớn hơn và bao gồm các giám mục đa chức như Liège và Münster, qua đó Tổng giám mục tuyển cử chỉ thực hiện quyền lực tinh thần (xem bản đồ bên dưới).